# Antikonvulsivum
Ein Antikonvulsivum (von altgriechisch ἀντί ‚gegen‘ und lateinisch convulsio ‚Krampfanfall‘ vgl. Konvulsion; Plural: Antikonvulsiva) ist ein Arzneimittel, das zur Behandlung oder Verhinderung von epileptischen, zum Beispiel tonisch-klonischen Anfällen eingesetzt wird.
Verbreiteter ist der Begriff Antiepileptikum (Plural Antiepileptika), da er die mit den Arzneimitteln zu behandelnden epileptischen Anfälle nicht auf das konvulsive Element reduziert, das bei vielen Anfallsformen nicht vorkommt (zum Beispiel bei einer Absence oder einem komplex-fokalen (dyskognitiven) Anfall). Analog zu Begriffen wie Antihypertensivum oder Antidiabetikum wird so uneingeschränkt das Symptom epileptischer Anfall adressiert. Die Bezeichnung Antiepileptikum suggeriert allerdings unzutreffenderweise, dass durch das Medikament die Epilepsie selbst beeinflusst würde. In den letzten Jahren wird daher international zunehmend der Begriff Antiseizure medication mit der Abkürzung ASM verwendet, und im Deutschen analog durch die deutschsprachigen epileptologischen Fachgesellschaften die Verwendung des Begriffes anfallssupprimierendes Medikament bzw. Anfallssuppressivum empfohlen.

## Chemie
Die Gruppe der Antikonvulsiva ist eine chemisch heterogene Arzneistoffgruppe. Klassische Vertreter sind:
- Barbiturate (z. B. Phenobarbital und Primidon),
- Hydantoin-Derivate (z. B. Phenytoin)
- Suximide (z. B. Mesuximid)
- die von trizyklischen Antidepressiva (Dibenzazepin-Struktur) abgeleiteten Carboxamide (Carbamazepin, Oxcarbazepin und Eslicarbazepinacetat),
- die Carbonsäure Valproinsäure oder
- Benzodiazepine (z. B. Clobazam, Clonazepam, Diazepam, Lorazepam, Midazolam oder Nitrazepam)
- γ-Aminobuttersäure-(GABA)-Abkömmlinge: Gabapentin, Vigabatrin, Tiagabin und Pregabalin
- GABA-Lactam-artige SVA2-Liganden: Brivaracetam, Levetiracetam

Felbamat, Topiramat und Lamotrigin zeigen hingegen keine strukturelle Ähnlichkeit mit den anderen klassischen Antikonvulsiva.

## Pharmakologie

### Anwendungsgebiete

#### Dauerbehandlung
Entsprechend der Mannigfaltigkeit der Symptomatik epileptischer Anfälle zeigen Antikonvulsiva bei unterschiedlichen Epilepsieformen unterschiedliche prophylaktische Wirksamkeit. Während Carbamazepin bei den auf einen Epilepsieherd beschränkten fokalen Anfällen als Mittel der ersten Wahl gilt, wird Valproinsäure bei primär und sekundär generalisierten Anfällen bevorzugt eingesetzt. Als Monotherapeutika stehen darüber hinaus die älteren Breitspektrum-Antikonvulsiva Phenytoin, Phenobarbital und Primidon sowie die neueren Antikonvulsiva Gabapentin, Lamotrigin, Levetiracetam, Oxcarbazepin oder Topiramat zur Verfügung.
Da die Monotherapie epileptischer Erkrankungen bei einem Teil der Patienten nicht zu einem befriedigenden Ergebnis führt, kann eine Kombinationstherapie mit einem oder zwei weiteren Antikonvulsiva mit einem anderen Wirkmechanismus erwogen werden. Die Wirkstoffe Felbamat, Lacosamid, Tiagabin und Vigabatrin sind nur für solche Zusatzbehandlungen zugelassen.

#### Akuttherapie, Status epilepticus
Im Status epilepticus, einem Zustand mit rascher Folge epileptischer Anfälle ohne zwischenzeitliche Wiedererlangung des Bewusstseins, haben sich insbesondere die Benzodiazepine (z. B. Lorazepam, Diazepam und Clonazepam) als Notfallmedikamente bewährt. Bei Versagen der Behandlung mit Benzodiazepinen kann auf Phenytoin, Phenobarbital oder Valproinsäure zurückgegriffen werden.

#### Sonstige Anwendungsgebiete
Darüber hinaus besitzen zahlreiche Antikonvulsiva weitere Indikationsgebiete. So ist Topiramat zur Migräneprophylaxe zugelassen, Valproinsäure wird im Off-Label-Use dafür ebenfalls angewendet. Phenytoin wird auch als Antiarrhythmikum eingesetzt. Benzodiazepine finden als Schlaf- und Beruhigungsmittel Anwendung. Barbiturate wurden früher ebenfalls als Sedativa eingesetzt. Gabapentin, Pregabalin und Carbamazepin sind auch zur Therapie neuralgischer Schmerzen, letzteres auch zur Behandlung manischer Depressionen zugelassen.

### Wirkmechanismus
Alle derzeit auf dem Markt befindlichen Antikonvulsiva unterdrücken epileptische Anfälle; sie heilen das Krampfleiden jedoch nicht. Da Erregungen im Zentralnervensystem als Ursache von Konvulsionen angesehen werden, greifen Antikonvulsiva über eine Hemmung der Erregbarkeit von Neuronen oder über eine Hemmung der Erregungsweiterleitung im Zentralnervensystem ein.
Auf molekularer Ebene können entsprechend der chemischen Heterogenität der Antikonvulsiva unterschiedliche Wirkmechanismen beobachtet werden. So führen beispielsweise Carbamazepin, Lacosamid, Lamotrigin, Oxcarbazepin, Phenytoin und Valproinsäure zu einer Inaktivierung von spannungsabhängigen Na+-Kanälen. Durch die Hemmung dieser Ionenkanäle verlieren die entsprechenden Neuronen die Fähigkeit, krampfvermittelnde hochfrequente Reize weiterzuleiten. Auf ähnliche Weise wirken die Suximide Mesuximid und Ethosuximid durch eine Hemmung spannungsabhängiger Ca2+-Kanäle (T-Typ).
Über rezeptorgekoppelte Ionenkanäle wird die Wirksamkeit von Benzodiazepinen, Barbituraten, Topiramat und Felbamat erklärt.
Felbamat führt über eine Blockade der Glutamat-Bindungsstelle des NMDA-Rezeptors und Topiramat über eine Blockade des AMPA-Rezeptors zu einer Hemmung der entsprechenden Ionenkanäle (insbesondere Na+) (siehe auch Glutamat-Rezeptor).
Benzodiazepine erhöhen die Öffnungswahrscheinlichkeit der Chloridkanäle des GABAA-Rezeptors, während Barbiturate die Öffnungsdauer erhöhen. Eine erhöhte Chloridleitfähigkeit führt wie auch eine verminderte Natriumleitfähigkeit zu einer Hemmung der Erregungsweiterleitung.
Antikonvulsiva wie Carbamazepin, die als Natriumkanalblocker spannungsabhängige Natriumkanäle blockieren, wirken auf die ektope Erregungsausbreitung und membranstabilisierend.
Unabhängig von einer Wirkung auf Ionenkanäle sind die antikonvulsiven Effekte von Vigabatrin, Tiagabin und Gabapentin. Vigabatrin (und partiell auch Valproinsäure) verlangsamt den Abbau des erregungshemmenden Neurotransmitters GABA durch die GABA-Transaminase. Tiagabin ist ein „Reuptake-Hemmer“ und hält einen hohen GABA-Spiegel im synaptischen Spalt aufrecht. Der Wirkmechanismus von Gabapentin ist hingegen noch nicht vollständig geklärt.

### Nebenwirkungen
Charakteristische Nebenwirkungen, die bei der Mehrzahl der Antikonvulsiva beobachtet werden können, sind Schwindel, Müdigkeit und Ataxie. Weitere Nebenwirkungen gelten als substanzspezifisch.
Schwangerschaft: Zahlreiche antiepileptisch wirksame Stoffe sind teratogen (z. B. Valproinsäure, Fetales Valproat-Syndrom) oder führen zu Entwicklungsverzögerungen beim Fötus (z. B. Benzodiazepine), s. a. Trimethadion-Embryopathie.
Da epileptische Anfälle selbst Schäden beim Kind verursachen können, ist die Anwendung von Antiepileptika in der Schwangerschaft eine Nutzen-Risiko-Abwägung.
Daten über die Sicherheit von Antikonvulsiva in der Schwangerschaft sammeln in Nordamerika das North American Antiepileptic Drug Pregnancy Registry und in Europa das Europäische Register für Schwangerschaften unter Antiepileptika.

### Einfluss auf die Gehirnentwicklung
Seit dem Jahre 2002 weiß man, dass verschiedene Antikonvulsiva einen schädigenden Einfluss auf das noch junge Gehirn haben. Untersucht wurde unter anderem der Einfluss von Phenytoin, Phenobarbital, Diazepam, Clonazepam, Vigabatrin und Valproinsäure. Bei Dosen im Rahmen einer Größenordnung, in welchem auch bei medizinisch indizierten Therapien an Kleinkindern und Säuglingen verabreicht wird, wurde an Versuchstieren eine Schädigung der Nervenzellen in Form der Apoptose (programmierter Zelltod) festgestellt. Verbunden mit dem Zelluntergang ist eine Verschiebung des Gleichgewichts von Wachstumsfaktoren und Proteinen, die für das normale Wachstum von Nervenzellen notwendig sind.
Östrogene (Beta-Östradiol) bieten einen gewissen Schutz.

## Geschichte
Die evidenzbasierte Anwendung der Antikonvulsiva ist auf das Jahr 1912 zurückzuführen, als der Neurologe Alfred Hauptmann das zuvor als Schlafmittel genutzte Phenobarbital in die Therapie einführte. Im Jahr 1937 wurde mit Phenytoin erstmals ein nichtsedierendes Arzneimittel auf den Markt gebracht. Phenytoin stand ebenfalls Pate für eine Reihe weiterer, bis heute angewendeter Antikonvulsiva der Klasse der Suximide. In den 1950er Jahren wurden von Leo Sternbach (1908–2005) die Benzodiazepine entwickelt, die seit den 1960er Jahren die antikonvulsive Therapie bereichern. Im gleichen Zeitraum wurde die antiepileptische Wirksamkeit der Valproinsäure entdeckt, die bis heute als ein Mittel der ersten Wahl gilt. Seit den 1990er Jahren wurden zahlreiche weitere antikonvulsive Wirkstoffe in die Therapie eingeführt, von denen sich insbesondere Lamotrigin und Levetiracetam als Mittel der früheren Wahl bewährt haben.

## Arzneistoffe
| Freiname (INN)       | Handelsnamen                                                         | Anmerkungen                                               |
| -------------------- | -------------------------------------------------------------------- | --------------------------------------------------------- |
| Carbamazepin         | Carbium, Neurotop, Tegretal, Timonil u. a.                           |                                                           |
| Chloralhydrat        | Chloraldurat                                                         | zumeist akut als Rektiole eingesetzt                      |
| Clobazam             | Frisium                                                              | nur zur Zusatzbehandlung zugelassen                       |
| Clonazepam           | Rivotril, Antelepsin (nicht mehr im dt. Handel)                      |                                                           |
| Clorazepat           | Tranxilium                                                           |                                                           |
| Diazepam             | Valium, Faustan u. a.                                                | zumeist akut als Rektiole oder Injektion eingesetzt       |
| Eslicarbazepinacetat | Zebinix                                                              |                                                           |
| Ethosuximid          | Petnidan, Suxilep, Suxinutin                                         | nur für petit-mal-Epilepsie zugelassen                    |
| Felbamat             | Taloxa                                                               | nur für Lennox-Gastaut-Syndrom zugelassen                 |
| Gabapentin           | Gabax, Neurontin                                                     |                                                           |
| Kaliumbromid         | Dibro-Be mono                                                        | nur für schwere Epilepsieformen im Kindesalter zugelassen |
| Lacosamid            | Vimpat                                                               |                                                           |
| Lamotrigin           | Bipolam, Lamapol, Lamictal, Gerolamic, Lamotrigin Desitin Quadro (D) |                                                           |
| Levetiracetam        | Keppra, Levebon                                                      |                                                           |
| Lorazepam            | Tavor, Temesta                                                       | zumeist akut als Injektion eingesetzt                     |
| Mesuximid            | Petinutin                                                            | nur Mittel der zweiten Wahl                               |
| Midazolam            | Dormicum                                                             |                                                           |
| Oxcarbazepin         | Apydan Extent, Timox, Trileptal                                      |                                                           |
| Phenobarbital        | Lepinal, Luminal                                                     |                                                           |
| Phenytoin            | Epanutin, Phenhydan, Zentropil                                       |                                                           |
| Pregabalin           | Lyrica                                                               | nur zur Zusatzbehandlung zugelassen                       |
| Primidon             | Liskantin, Mylepsinum, Resimatil, Primidon Holsten                   |                                                           |
| Rufinamid            | Inovelon                                                             | nur für Lennox-Gastaut-Syndrom zugelassen                 |
| Stiripentol          | Diacomit                                                             | nur zur Zusatzbehandlung bei Dravet-Syndrom zugelassen    |
| Sultiam              | Ospolot                                                              | nur für Rolando-Epilepsie zugelassen                      |
| Tiagabin             | Gabitril                                                             | nur zur Zusatzbehandlung zugelassen                       |
| Topiramat            | Topamax                                                              |                                                           |
| Trimethadion         | Tridione                                                             | nicht im deutschen Sprachraum verfügbar                   |
| Valproinsäure        | Convulex, Depakine, Ergenyl, Leptilan, Orfiril u. a.                 |                                                           |
| Vigabatrin           | Sabril                                                               | nur für schwere Epilepsieformen zugelassen                |
| Zonisamid            | Zonegran                                                             |                                                           |

## Ehemals zugelassene Arzneistoffe
| Freiname (INN) | Handelsnamen | Zeitraum  | Anmerkungen |
| -------------- | ------------ | --------- | ----------- |
| Retigabin      | Tobalt       | 2011–2017 | -           |